# Edward Jones (giocatore di lacrosse)
Edward Percy Jones (Greenwich, 12 luglio 1881 – Marylebone, 17 novembre 1951) è stato un giocatore di lacrosse britannico, vincitore di una medaglia d'argento nel lacrosse maschile a squadre ai Giochi della IV Olimpiade.

## Palmarès
In carriera ha conseguito i seguenti risultati:
- Giochi olimpici

Londra 1908: argento nel lacrosse maschile a squadre.